# 阿仁町

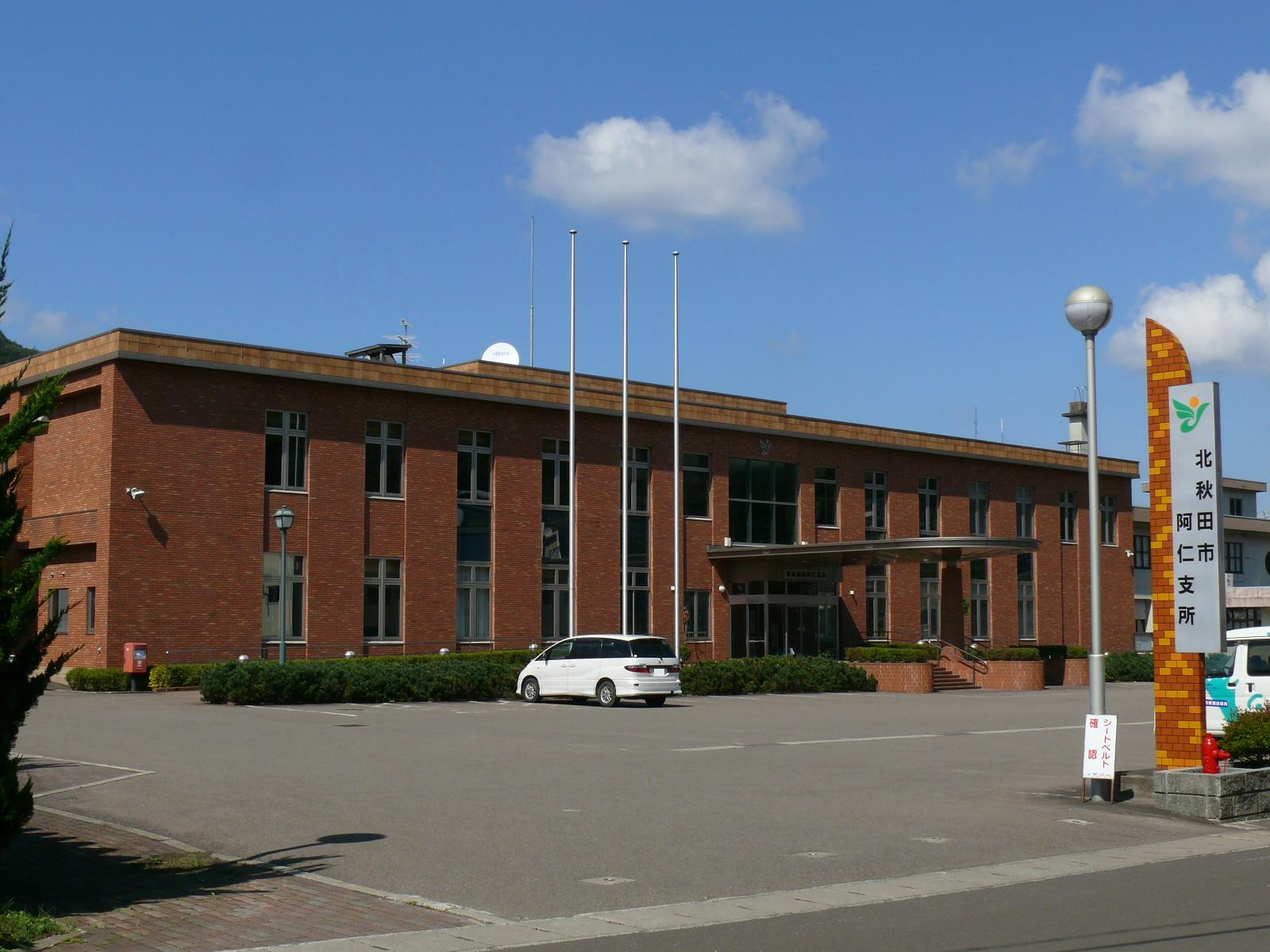
かつての町役場。合併後は北秋田市阿仁支所として使用されている。
（2009年9月19日）

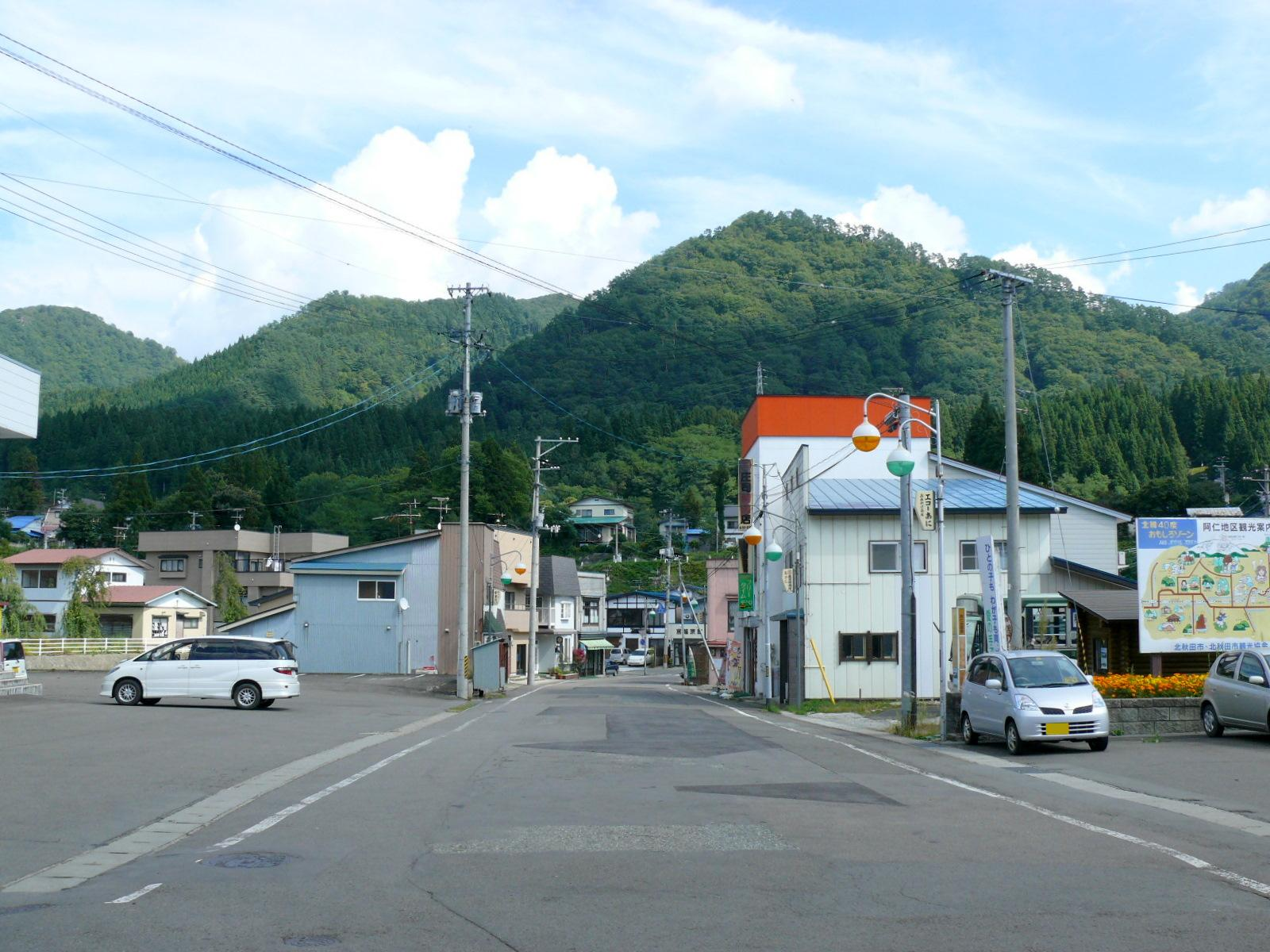
阿仁合駅から見た駅前通り。
（2009年9月19日）

阿仁町（あにまち）は秋田県北部にあった町である。2005年（平成17年）3月22日、北秋田郡の鷹巣町・合川町・森吉町と合併し北秋田市となった。合併後は北秋田市阿仁○○として地名が残るが、北秋田市阿仁前田地域は旧森吉町であった。
1955年（昭和30年）、阿仁合町と大阿仁村が合併し、阿仁町となる。山深い谷に狩猟生活をする阿仁マタギの集落が点在していたほか、1309年（延慶2年）に発見された阿仁鉱山の金、銀、銅の採掘で栄えた（1970年（昭和45年）に休山）。以前は銅の生産量が日本一だった。

## 地理

### 山
- 森吉山
- 大仏岳
- 根烈岳
- 姫ヶ岳

### 河川
- 阿仁川
- 小様川
- 佐山川
- 比立内川

#### 滝
- 安の滝
- 幸兵衛滝

### 隣接していた自治体
- 北秋田郡：森吉町、上小阿仁村
- 仙北郡：田沢湖町、西木村
- 秋田市

## 歴史
日本三代実録で榲淵村(すぎふち)の一部として成立したとされる。
- 1955年（昭和30年）4月1日 - 阿仁合町と大阿仁村が合併、阿仁町が発足する。
- 1957年（昭和32年） - 阿仁町立大阿仁小学校根子分校、阿仁町立大阿仁小学校伏影分校が阿仁町立根子小学校、阿仁町立伏影小学校として独立。
- 1960年（昭和35年）6月10日 - あにまち広報（広報あに）が創刊[1]。
- 1961年（昭和36年）6月2日 - 阿仁町「町章」制定[2]。
- 1962年（昭和37年）4月1日 - 阿仁町立大阿仁中学校・阿仁町立中村中学校が統合して阿仁町立第二中学校が開校。
- 1963年（昭和38年）10月15日 - 日本国有鉄道（国鉄）阿仁合線の阿仁合駅～比立内駅間が運転開始。
- 1965年（昭和40年）3月31日 - 阿仁町立阿仁合中学校鍵ノ滝分校が閉校。
- 1966年（昭和41年） - 桂を町の木にする。
- 1968年（昭和43年）3月31日 - 阿仁町立荒瀬小学校露熊冬季分校が閉校。
- 1969年（昭和44年）3月31日 - 阿仁町立阿仁合小学校鍵ノ滝分校が閉校[3]。
- 1970年（昭和45年）
  - 8月1日 - 古河工業阿仁鉱山の生産操業が中止、阿仁深鉱事業所発足[4]。
  - 鍵ノ滝・櫃畑・露熊[5]集落が集団移転
- 1974年（昭和49年）4月1日 - 阿仁町立阿仁合中学校が阿仁町立阿仁第一中学校と改称[6]。
- 1978年（昭和53年）4月1日 - 旧阿仁町立阿仁合小学校・阿仁町立荒瀬小学校・阿仁町立伏影小学校・阿仁町立三枚小学校・阿仁町立阿仁合小学校萓草分校が統合して新阿仁町立阿仁合小学校が開校[7]。
- 1986年（昭和61年）11月1日 - 国鉄阿仁合線が廃止となり、秋田内陸縦貫鉄道秋田内陸北線が開業。
- 1989年（平成元年）4月1日 - 秋田内陸縦貫鉄道秋田内陸線の比立内駅～松葉駅間が運転開始。
- 1990年（平成2年）4月29日 - 阿仁熊牧場が開園[8]。
- 1991年（平成3年）4月1日 - 阿仁町立阿仁第一中学校・阿仁町立阿仁第二中学校が統合、阿仁町立阿仁中学校が開校[9]。
- 1995年（平成7年）4月1日 - 旧阿仁町立大阿仁小学校・阿仁町立中村小学校が統合、新阿仁町立大阿仁小学校が開校[10]。
- 1998年（平成10年）3月31日 - 阿仁町立根子小学校が閉校[11]。
- 2001年（平成13年）6月21日 - 道の駅あに「マタギの里」が開駅[12]。
- 2005年（平成17年）3月22日 - 北秋田郡の鷹巣町・合川町・森吉町と合併し北秋田市となる。

## 教育

### 中学校
（合併後は北秋田市立）
- 阿仁町立阿仁中学校

#### かつてあった中学校
- 阿仁町立阿仁第一中学校（阿仁町立阿仁合中学校）
- 阿仁町立阿仁第二中学校
- 阿仁町立大阿仁中学校
- 阿仁町立中村中学校
- 阿仁町立阿仁合中学校鍵ノ滝分校

### 小学校
（合併後は北秋田市立）
- 阿仁町立阿仁合小学校
- 阿仁町立大阿仁小学校

#### かつてあった小学校
- 旧阿仁町立阿仁合小学校（銀山小学校[13]）
- 旧阿仁町立大阿仁小学校
- 阿仁町立中村小学校
- 阿仁町立荒瀬小学校
- 阿仁町立伏影小学校
- 阿仁町立三枚小学校
- 阿仁町立根子小学校
- 阿仁町立阿仁合小学校萱草分校
- 阿仁町立阿仁合小学校鍵ノ滝分校
- 阿仁町立荒瀬小学校露熊冬季分校

## 地名の由来
房住山が修験の場として開かれていた頃、房住山一帯を支配していた高倉長者という族長がいた。その長者に「たつこ」というひとり娘がいた。この娘の婿は阿仁と言ったので、人々は彼のことを「阿仁殿」と言った。ところが、婿をとってしばらくしたら長者に男子ができた。長者は後に財産の争いが起き、血を見ることがないようにとクジ引きで土地を分け与えることにした。その結果、娘婿の阿仁殿は米ヶ沢（米内沢）、実子は鎌ヶ沢（鎌沢）に住みそれぞれの地を支配することになった。その後、二人は奥地を切り開き、娘婿は「大阿仁」と言われる比立内地区まで、実子の方は「小阿仁」とよばれ萩形までをそれぞれ支配することになった。
アイヌ語の「アンニ」（木立）が転じたものという説もある。しかし、このような用例はアイヌ語辞典では確認出来ない。

## 交通

### 鉄道
- 秋田内陸縦貫鉄道
  - 小渕駅 - 阿仁合駅 - 荒瀬駅 - 萱草駅 - 笑内駅 - 岩野目駅 - 比立内駅 - 奥阿仁駅 - 阿仁マタギ駅

### 道路
- 一般国道
  - 国道105号
- 一般県道
  - 秋田県道308号河辺阿仁線

## 名所・旧跡
- 異人館（旧阿仁鉱山外国人官舎）

## 出身著名人
- 小林範仁 - スキー選手
- 高橋大斗 - スキー選手
- 湊祐介 - スキー選手
- 安成二郎 - 歌人・小説家
- 鈴木松治 - マタギ
- 三浦久 - 政治家